# رود نیویا
رود نیویا (یاقوتی: Ньүүйэ) یک رودخانه در استان یاقوتستان کشور روسیه است.